# Vítězslav Veselý (atlet)
Vítězslav Veselý (* 27. února 1983 Hodonín, Československo) je bývalý český atlet, reprezentant v hodu oštěpem. Vybojoval bronzovou medaili na olympijských hrách v Londýně 2012, která mu byla udělena dodatečně po diskvalifikaci dopujícího Ukrajince Oleksandra Pjatnycji. Stejnou medaili získal na OH v Tokiu 2020, které se konaly roku 2021. Je také mistrem světa z roku 2013 z Moskvy a mistrem Evropy z roku 2012 z Helsinek. Jeho trenérem byl světový rekordman a trojnásobný olympijský vítěz v oštěpu Jan Železný. Osobní rekord 88,34 metru si vytvořil v kvalifikaci na OH v Londýně roku 2012 a řadí se s ním na třetí místo dlouhodobých českých tabulek za svého trenéra Jana Železného a Jakuba Vadlejcha.

## Kariéra

### 2008: Olympijské finále
Dne 12. června 2008 zvítězil na Zlaté tretře hodem ze druhé série dlouhým rovných 78 metrů. Tím zároveň splnil B limit pro účast na olympijských hrách v Pekingu. Na olympiádě si v kvalifikaci zlepšil osobní rekord na 81,20 m a do finále postupoval jako pátý. Ve finále však hodil jen 76,76 m a obsadil poslední, 12. místo.

### 2009: Nevydařené MS
V sezóně 2009 měřil jeho nejdelší hod 80,35 m. Tohoto výkonu dosáhl 20. května na mítinku v Sušici. Na světovém šampionátu v Berlíně nepostoupil do finále, když v kvalifikaci s výkonem 75,76 m obsadil až 28. místo.

### 2010: Poprvé za 85 metrů
V roce 2010 si výrazně vylepšil osobní rekord. Na závodech v Olomouci poslal 8. května 2010 oštěp do vzdálenosti 86,45 m. Byl to zároveň jeho první hod za hranici 85 m.
Na mistrovství Evropy v Barceloně příliš nezazářil. V kvalifikaci hodil podprůměrných 77,76 m, na postup to však stačilo. Ani ve finále nepřehodil 80 m, výkon 77,83 m stačil jen na deváté místo.

### 2011: Centimetry od medaile
Na mistrovství světa v korejském Tegu jako jediný český oštěpař pronikl do finále. V kvalifikaci hodil 81,64 m a postupoval jako osmý. Ve finále obsadil dne 3. září 2011 svým nejlepším hodem roku 84,11 metru 4. příčku, když ho od bronzové medaile, kterou získal Kubánec Guillermo Martínez, dělilo pouhých 19 centimetrů.

### 2012: Mistr Evropy, olympijské zklamání
Skutečný průlom přišel v sezóně 2012. Vyhrál hned úvodní závod Diamantové ligy v Šanghaji, na dalším mítinku v Eugene skončil druhý. Dne 7. června 2012 si na dalším mítinku Diamantové ligy v Oslu výrazně vylepšil osobní rekord na 88,11 metru, což byl až do olympiády nejdelší hod sezóny.
Výborně si vedl i na mistrovství Evropy v Helsinkách. V kvalifikaci se sice trápil, hodil jen 79,09 m, na postup to ale stačilo (postupoval z 10. místa). Ani ve finále jeho oštěp nepřeletěl 85 m, výkon 83,72 m byl však nejdelším hodem celé soutěže. Dočkal se tedy první velké medaile, a to hned té nejcennější, zlaté.
Na olympijské hry do Londýna odjížděl jako držitel nejdelšího výkonu roku a byl jasným kandidátem na jednu z medailí. Roli favorita potvrdil i v kvalifikaci, kterou vyhrál v novém osobním rekordu 88,34 metru. Tento výkon znamenal mimo jiné posun na druhé místo českých historických tabulek, dále házel již jen Jan Železný. Finále olympijského závodu konané 11. srpna 2012 mu však nevyšlo. Jeho nejdelší pokus ze šesté série měřil 83,34 m, což stačilo pouze na čtvrté místo. Senzačním vítězem se stal Keshorn Walcott z Trinidadu a Tobaga, kterému na zlato stačilo 84,58 m.
Po selhání na olympiádě alespoň uhájil vítězství v Diamantové lize, kterou zakončil čtvrtým místem v závěrečném závodě v Curychu.
V roce 2016 byl ale zjištěn doping stříbrného olympijského medailisty Ukrajince Oleksandra Pjatnycy a Vítězslavovi Veselému byla dodatečně dána bronzová medaile z OH v Londýně. 

### 2013: Mistr světa
Výborně vstoupil i do sezóny 2013. Vyhrál tři závody Diamantové ligy (Dohá, Oslo, Monako). Hod 87,68 m z Monaka znamenal nejlepší výkon roku, než jej těsně před mistrovstvím světa překonal Rus Dmitrij Tarabin, který poslal oštěp do vzdálenosti 88,84 m.
Na mistrovství světa v Moskvě jej trápilo bolavé koleno, přesto se zde dočkal životního úspěchu. V kvalifikaci (postupový limit byl stanoven na 82,50 m) při prvním pokusu přešlápl, druhým pokusem hodil 81,51 m, zariskoval a dále již neházel. Jeho výkon však na postup bez problémů stačil, mezi finálovou dvanáctkou jej zařadil na páté místo. Ve finále konaném 17. srpna 2013 poslal hned v prvním pokusu oštěp do vzdálenosti 87,17 m. Tento hod se nakonec ukázal jako vítězný. Veselého další pokusy byly již podstatně kratší, spíše sledoval, jak si povedou soupeři. Ve třetí sérii předvedl výborný pokus Fin Tero Pitkämäki, vzdálenost 87,07 m znamenala druhé místo pouhých 10 cm za Veselým. Do konce soutěže se však již nezlepšil, a protože hranici 87 m nepřekonal ani nikdo další, mohl Veselý svůj poslední pokus již vynechat a oslavovat titul mistra světa.

### 2014: Stříbro z ME
Na mistrovství Evropy v Curychu v oštěpařském finále podlehl pouze Finu Ruuskanenovi. Veselého úvodní pokus nestačil ani na užší osmičku, pak se ovšem v dalších dvou sériích dostal za 81 metrů a na medailové pozice. Po pátém pokusu Fina Etelätala (83,16) z ní vypadl, ale svým pátým hodem 84,79 vybojoval stříbrnou medaili.

### 2016–2017: Olympijská medaile z LOH 2012 v Londýně
V průběhu olympijských her v Riu v roce 2016 bylo oznámeno, že Veselý dodatečně získá bronzovou medaili z olympijských her v Londýně, kde původně skončil na 4. místě. Stříbrný Ukrajinec Oleksandr Pjatnycja byl diskvalifikován za doping. Jím odevzdaný vzorek byl zpětně pozitivně testován na anabolický steroid turinabol. Na stříbrnou pozici za Keshorna Walcotta z Trinidadu a Tobaga se posunul Fin Antti Ruuskanen. Veselý převzal bronzovou medaili 28. června 2017 na zahájení mítinku Zlatá tretra z rukou předsedy Českého olympijského výboru Jiřího Kejvala.

### 2021: Bronzová medaile z LOH 2020 v Tokiu
V roce 2021 na olympijských hrách v Tokiu vybojoval Vítězslav Veselý svým nejlepším výkonem sezóny 85,44 m ze třetí série olympijskou bronzovou medaili.

### 2022: Další úspěchy
Veselý i ve 39 letech pokračoval ve výkonech na nejvyšší úrovni. Na mistrovství ČR v Hodoníně předvedl svůj nejlepší hod od roku 2015 (pokus dlouhý 85,97 m) a po šesti letech se stal opět republikovým šampionem. Poté ho však postihly zdravotní potíže, kvůli kterým musel vynechat mistrovství světa v americkém Eugene. Stihl se ale uzdravit před mistrovstvím Evropy v Mnichově, kde obsadil výbornou 4. příčku.

## Osobní život
Vítězslav Veselý vystudoval obchodní akademii ve Zlíně a FTVS UK v Praze.
Je křesťan a ke své víře se veřejně hlásí.
Jeho dlouhodobou partnerkou byla česká oštěpařka Nikola Ogrodníková.

## Osobní rekordy
- Hod oštěpem 88,34 m. (Londýn, 2012)